# Тодаро, Сальваторе
Сальваторе Тодаро (англ. Salvatore Todaro; 26 января 1885, Ликата, Агридженто, Сицилия, Италия — 11 июня 1929, Кливленд, Огайо, США), урождённый Агосто Арканджело (англ. Agosto Arcangelo), также известный как «Чёрный Сэм» (англ. Black Sam) или «Сэм Тодаро» (англ. Sam Todaro) — италоамериканский гангстер сицилийского происхождения, ставший вторым боссом семьи Кливленда. Земляк, друг и сообщник первого босса кливлендской мафии Джозефа «Большого Джо» Лонардо, он быстро сделал карьеру в Банде Мэйфилд-роуд и руководил легальным бизнесом Лонардо по производству кукурузного сахара и нелегальным по продаже кукурузного виски. Чёрный Сэм был хорошо известной фигурой в кругах организованной преступности и некоторое время был связан с семьёй Буффало.
После того, как Лонардо организовал и возглавил семью Кливленда, Тодаро стал его заместителем. Первые годы Чёрный Сэм хранил верность другу и боссу, но позже недовольный распределением дохода от бутлегерства вступил в союз с Джозефом Поррелло, тоже уроженцем Ликаты и конкурентом Лонардо. В 1927 году пользуясь отсутствием Большого Джо Тодаро и Порелло взяли под свой контроль более половины его бизнеса по производству кукурузного сахара и кукурузного виски. Вернувшись, Лонардо приказал убить Чёрного Сэма, но отменил свой приказ после давления со стороны других мафиози. Вероятно, именно Тодаро организовал убийство Лонардо 13 октября 1927 года.
Представители федеральных правоохранительных органов США считают, что Тодаро стал вторым боссом семьи Кливлендов, хотя есть свидетельства того, что он делил власть с Джозефом Поррелло. Избавившись от Джозефа Лонардо Тодаро быстро разбогател, даже несмотря на то, что доходы от кукурузного сахара и кукурузного виски снизились из-за изменения вкусов потребителей. Когда в начале 1929 года распространились слухи о его причастности к смерти Джозефа Лонардо, Тодаро начал опасаться за свою жизнь. Он был убит сыном Джозефа, Анджело Лонардо, 11 июня 1929 года около парикмахерской, принадлежащей Поррелло.

## Ранние годы
Сальваторе Тодаро родился 26 января 1885 года в Ликате (Сицилия) в семье Джозефа и Марии (урождённой Мальфатона) Арканджело. Организованная преступность в виде «Чёрной рукой» и Достопочтенного общества была глубоко укоренена как во всей сицилийской, так и в ликатанской культуре на протяжении веков.
15 апреля 1901 года Тодаро вслед за другом детства Джозефом «Большой Джо» Лонардо эмигрировал в Соединённые Штаты, на следующий день прибыв в Кливленд. Его первая работа была ночным сторожем. Годом ранее в США переехал двоюродный брат и близкий друг Тодаро Джозеф Патитуччи, торговец героином и опиумом в Буффало (Нью-Йорк). Лонардо переехал в Кливленд в 1905 году, сначала занимаясь легальным бизнесом, таким как продажа фруктов и управление кондитерской. Вскоре после переезда в Кливленд Большой Джо начал криминальную карьеру, занимаясь вымогательством и грабежами. Многие члены семьи Поррелло, с которыми также был дружен Тодаро, тоже эмигрировали в США в 1905 году и поселились в Кливленде. Джозеф Лонардо и три его брата были хорошо знакомы с семью сыновьями Поррелло, работая вместе с ними на серном руднике недалеко от Ликаты. Как и Лонардо, Поррелло были друзьями Тодаро на всю жизнь.

## Криминальная карьера

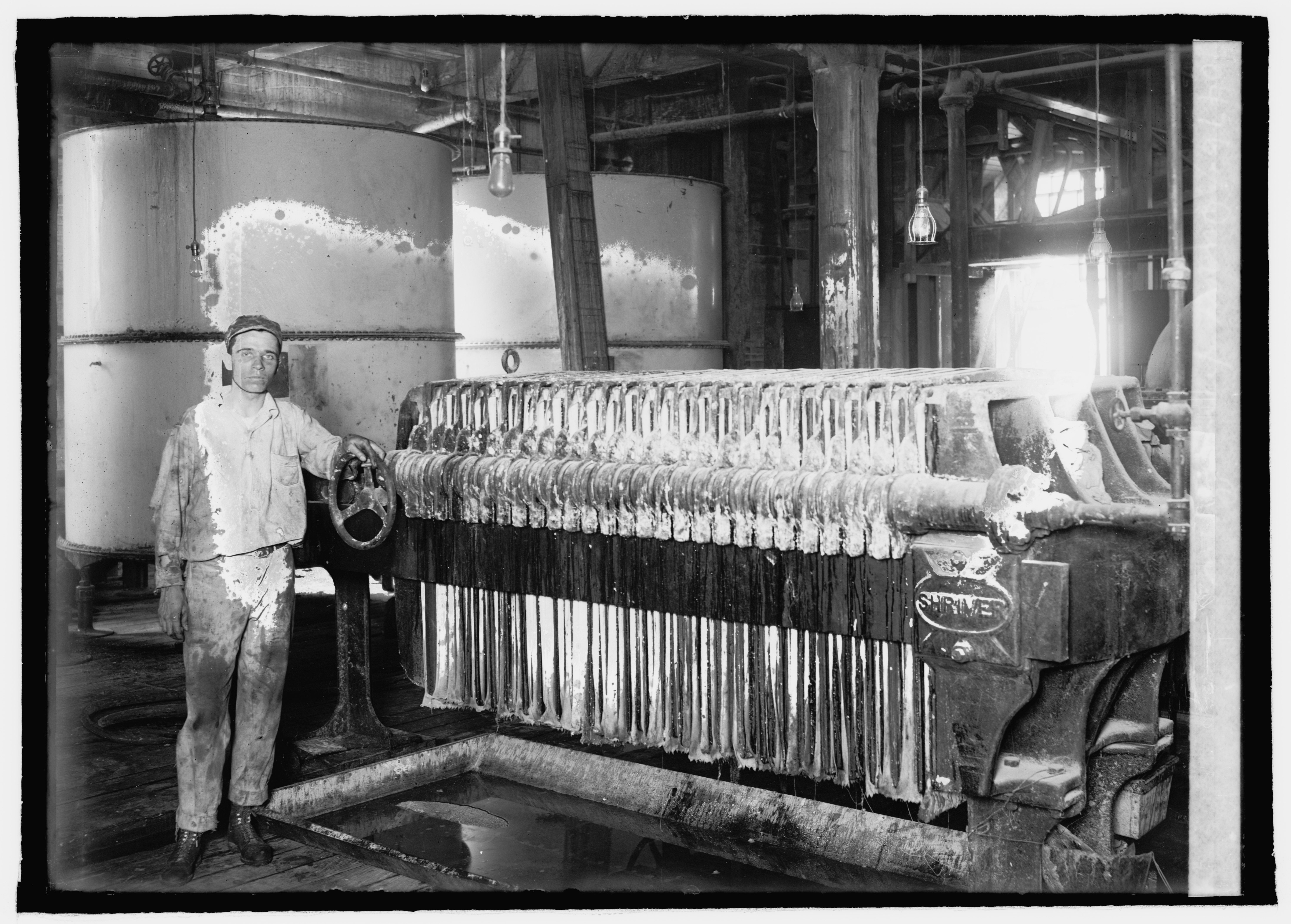
Производство сахара из кукурузы.

В начале 1920-х годов Джозеф Лонардо владел кондитерской, в которой работали его братья Фрэнк и Джон, а также его друзья Тодаро и Джозеф. Сразу после введения в Огайо «сухого закона» Тодаро занялся перевозкой нелегального алкоголя.
Ещё до принятия «сухого закона», примерно в 1913 году в кливлендском районе Маленькая Италия сформировалась итало-американская банда, известная как Банда Мейфилд-роуд (англ. Mayfield Road Mob). Поначалу крышевание было основным источником доходов банды, но после принятия «сухого закона», Джозеф Лонардо и его братья возглавили Банду Мэйфилд-Роуд и реорганизовали её, занявшись бутлегерством и превратив её в доминирующую преступную организацию в Кливленде.
К 1924 году Банда Мэйфилд-роуд фактически добилась монополии как на ввоз, так и на производство нелегальных спиртных напитков на северо-востоке Огайо. На тот момент костяк банды включал братьев Лонардо, Тодаро, Джона Ангерсола, Чарльза Коллетти, Лоуренса Лупо и Чарльза Руссо. Когда запасы алкоголя сделанные до введения «сухого закона» были исчерпаны, кукурузный виски, который ранее производился в небольших масштабах, стал популярным на северо-востоке Огайо спиртным напитком. Кукурузный сахар был важнейшим ингредиентом для производства кукурузного виски. Контроль над поставками кукурузного сахара, а также распространение нелегальных спиртных напитков имел решающее значение для любого, кто стремился доминировать в нелегальной индустрии спиртных напитков.
По сути, Лонардо создал целую промышленность по производству нелегального кукурузного виски. Он и его братья вкладывали прибыль от предыдущей преступной деятельности в производство кукурузного сахара, полностью легальное предприятие, и купили склад на Вудленд-авеню и Восточной 9-й улице.

### Подъём Тодаро
Тодаро вошёл в бизнес Джозефа Лонардо по производству кукурузного сахара в качестве водителя грузовика в 1923 году. Его быстро повысили до продавца, а затем до управляющего складом. Он также курировал бухгалтерский учёт, помогал подпольным винокурням, работавшим на Лонардо, в приобретении и настройке перегонных кубов, и управлял личными финансами Джозефа Лонардо. Сам Большой Джо считал его заместителем босса Банды Мейфилд-роуд.
Барьеры входа в нелегальную индустрию спиртных напитков были низкими, а рентабельность производства высокой, что привело к высокой конкуренции. Начиная с 1924 года Лонардо начал кампанию запугивания и убийств, чтобы получить контроль над большей частью бутлегерства на северо-востоке Огайо. В своих усилиях Большой Джо полагался на соратников, включая Тодаро; Фрэнка Милано, лидера Банды Мэйфилд-роуд; и членов банды Ангерсола, Коллетти, Лупо и Руссо. С их помощью в конце концов Лонардо устранил почти всех конкурентов, кроме братьев Поррелло, которые остались крупными поставщиками кукурузного сахара. Лонардо терпел Поррелло только потому, что они были его давними друзьями и соратниками. Именно братья Поррелло и Тодаро оказали решающую поддержку, которая позволила Лонардо стать боссом кливлендской мафии.
Тодаро стал натурализованным гражданином 23 января 1925 года. Вскоре после этого Чёрный Сэм добился освобождения из тюрьмы своего друга Кармело Ликарти и нанял его на склад Лонардо. Ликарти убил патрульного полицейского в 1917 году, в 1918 году был признан виновным в убийстве второй степени и — что удивительно, по сообщениям местных СМИ — приговорён к пожизненному заключению, а не к смерти на электрическом стуле. Тодаро добился освобождения Ликарти из тюрьмы, убедив представителей федеральных правоохранительных органов в необходимости его депортации. Губернатор Огайо А. Виктор Донахи шокировал прессу и общественность, смягчив приговор Ликарти. Хотя в федеральных записях указано, что Ликарти отплыл в Италию 4 апреля 1925 года, на самом деле он вернулся в Кливленд

## Тодаро и семья Буффало
Примерно в 1919 году двоюродный брат и близкий друг Тодаро Джозеф Патитуччи, торговец героином и опиумом из Буффало (Нью-Йорк), представил Чёрного Сэма боссу семьи Буффало Джозефу ДиКарло. Вероятно, примерно в то же время Тодаро познакомился с Гаэтано Каподикасо, бандитом из Буффало низкого ранга. Благодаря торговле наркотиками Патитуччи стал влиятельным членом мафии Буффало. Его организация по торговле наркотиками процветала во многом благодаря коррумпированности полицейского управления Буффало, но это не спасло Патитуччи, который в июле 1923 года был осуждён за незаконную продажу наркотиков. Ему грозило двухлетнее тюремное заключение в федеральной тюрьме в штате Джорджия и он решил дать показания о коррупции в полиции и торговле наркотиками в Буффало. Начало его тюремного заключения было отложено, пока он помогал прокурорам, а в конце июля 1923 года его выпустили под залог. Несомненно, осознавая опасность, которую это представляло, Тодаро предложил Патитуччи переехать в Кливленд, но тот отказался.
Патитуччи обвинил ДиКарло в руководстве крупнейшей бандой наркоторговцев Буффало и дал показания против него в декабре 1923 года. 1 января 1924 года ДиКарло и ещё один член семьи Буффало Питер Галлело попытались убить Патитуччи, когда он шёл по улице Помимо них были задержаны ещё два гангстера семьи Буффало, Джозеф Руффино, управлявший автомобилем, в котором ехали на место преступления ДиКарло и Галлело, а также Гаэтано Каподикасо, который оставался в машине 4 февраля ДиКарло, Галлело и ещё двоим гангстерам были предъявлены обвинения в запугивании свидетелей и попытке похищения свидетеля с применением силы. Местные СМИ утверждали, что преступники пытались заставить замолчать свидетелей стрельбы в Патитуччи.
Патитуччи дал дополнительные показания против ДиКарло 5 февраля. Сильвестро Камерано (он же Лестер Кэмерон) был вызван в качестве свидетеля защиты, оспаривающего характер Патитуччи. Жена Патитуччи, Мэй, опровергла показания своего мужа, несмотря на то что ранее она поддержала его показания перед большим жюри и полицией. Впоследствии ей было предъявлено обвинение в даче ложных показаний. ДиКарло и Галлело были признаны виновными в запугивании свидетелей и приговорены к шести годам лишения свободы в федеральной тюрьме.
Тодаро стал фигурантом дела, когда 1 марта Патитуччи отправил ему телеграмму с просьбой как можно скорее приехать в Буффало. 10 марта Патитуччи попытался застрелить собственную жену, после чего отравился сулемой. Перед смертью Патитуччи якобы написал заявление, в котором отказался от своих показаний в суде, обвиняя ДиКарло и Галлело в том, что они стреляли в него. Чёрный Сэм посетил Патитуччи в больнице Буффало 31 марта, когда (по словам Тодаро) Патитуччи рассказал ему о своём письменного признания, которое, якобы, находится в записной книжке в доме матери Патитуччи. Позже Тодаро сообщил федеральным следователям, что вернулся в Кливленд, взяв блокнот и храня его в продуктовом магазине, которым он владел вместе с Джозефом Лонардо. По словам Чёрного Сэма он обсуждал признание Патитуччи с Лонардо и другими. Когда Патитуччи умер, Тодаро передал блокнот адвокату из Буффало Горацию О. Ланце Также, по словам Тодаро, Патитуччи признался ему что ложно обвинил нескольких мужчин в Нью-Йорке в торговле наркотиками.. Хотя подпись Патитуччи на письменном признании была удостоверена экспертом, окружной прокурор отказался её признать, заявив, что Патитуччи подписал документ, чтобы спасти свою жизнь. Окружной прокурор полагал, что Патитуччи после того, как он отбудет сокращённый тюремный срок, сбежит из штата и обнародует «признание», освободив своих врагов. Властям штата было бы очень трудно экстрадировать его при таких обстоятельствах.

## Босс семьи Кливленда

### Конфликт с Лонардо
К 1927 году отношения между давними друзьями Тодаро и Лонардо успели испортиться. Чёрный Сэм был недоволен распределением доходов от бизнеса по производству кукурузного сахара, которым он фактически руководил. В апреле 1927 года Большой Джо уехал на родину, Сицилию, где провёл пять месяцев, оставив своего брата Джона и Тодаро ответственными за Банду Мэйфилд-роуд и бизнес по производству кукурузного сахара и нелегального спиртного. Воспользовавшись отсутствием босса Тодаро вступил в сговор с братьями Порелло, главными конкурентами Большого Джо, намереваясь взять под свой контроль бизнес Лонардо по производству кукурузного сахара и кукурузного виски. После этого Тодаро внезапно разбогател.
Лонардо вернулся в Кливленд в августе 1927 года и выгнал старого друга из Банды Мэйфилд-роуд. Затем Лонардо приказал Лоуренсу Лупо убить Тодаро якобы за жестокое обращение с евреем, работавшим на мафию. Лупо, в свою очередь, выбрал Ангерсолу и Коллетти в качестве исполнителей.
Никола Джентиле в своих воспоминаниях утверждал, что посовещался с Паолино Палмьери, и оба согласились, что действия Тодаро не заслуживают смерти. После этого члены семьи Буффало Джозеф Биондо и Палмьери попытались убедить Лонардо отменить смертный приговор, но он отказался. В конце концов Джентиле, опасаясь потери престижа, если не сможет убедить Лонардо отказаться от казни, сказал «Большому Джо», что, если Тодаро будет убит без уважительной причины, Джентиле покинет Кливленд и никогда не вернётся. Это было серьёзной угрозой: Джентиле, влиятельный гангстер и посредник с сильными связями в мафии, был партнёром Лонардо в легальном бизнесе по импорту деликатесов, кроме того Джентиле в Кливленде открыл магазин, где продавались тара, необходимая бутлегерам. Серьёзность заявления Джентиле произвела впечатление на Лонардо, который на следующий день отменил приказ об убийстве. Историк Рик Поррелло считает, что Тодаро повезло, что его не убили.
После этого Джентиле, Биондо, Палмьери и влиятельный член Банды Мейфилд-роуд Фрэнк Милано посетили Тодаро. Чёрный Сэм пренебрежительно относился к Джентиле; в ответ Биондо, Пальмьери и Милано избили Тодаро, сказав, что он обязан своей жизнью «этому святому». Тодаро смиренно извинился перед Джентиле. Затем впятером они посетили Лонардо, который простил Тодаро за его предательство. Позже, когда Тодаро заболел, Лонардо даже посетил его в больнице.

### Убийство Лонардо
Лонардо не горел желанием начинать войну между бандами. Он несколько раз встречался с Поррелло, чтобы обсудить происходящее, якобы добиваясь слияния двух банд и их бутлегерских операций.
Однако Тодаро решил убить Лонардо и занять его место во главе семьи. Возможно, свою роль в этом решении сыграл нью-йоркский гангстер Джо Массерия, который в то время вёл борьбу с другим нью-йоркским мафиозо Сальваторе Д'Аквилой за право быть «боссом боссов» и поддерживал противников друзей Д'Аквилы в других городах. Массерия призвал Тодаро убить Большого Джо и взять в свои руки контроль за преступным миром Кливленда, тем самым надеясь ослабить своего противника, чьим союзником являлся Лонардо Есть основания предполагать, что Массерия также поощрял братьев Поррелло участвовать в заговоре против Лонардо.. Вероятно, после этого Тодаро и приказал убить Лонардо и, скорее всего, организовал встречу, на которой и был убит Большой Джо.
Ранним вечером 13 октября 1927 года кто-то позвонил Джозефу Лонардо и попросил его прийти в парикмахерскую Оттавио Поррелло на Вудленд-авеню. Звонивший так и не был идентифицирован, хотя, скорее всего, это был человек, которому Лонардо доверял. Большой Джо приехал в парикмахерскую без телохранителей (что было крайне необычно для него), в сопровождении лишь брата Джона, и прошёл в заднюю комнату, которая использовалась для игры в карты. Через несколько минут вошли двое мужчин и открыли огонь. Анджело Поррелло, который также был в комнате, утверждал, что не знает этих людей и выжил, только спрятавшись под карточным столом. Джозеф Лонардо погиб на месте. Джон Лонардо несмотря на ранения попытался преследовать убийц, но на улице потерял сознание и истёк кровью на тротуаре.
Джентиле утверждал в своей книге, что сразу понял, что Тодаро с помощью Поррелло приказал убить Лонардо.

### Восхождение на вершину
После смерти Большого Джо его телохранитель и доверенное лицо Лоуренс Лупо пытался установить контроль над империей кукурузного сахара и виски Лонардо, но был убит 31 мая 1928 года. Одним из убийц был Коллетти, также в причастности подозревался Чарльз «Чак» Полицци (приёмный младший брат члена Банды Мэйфилд-роуд Альфреда Полицци). Лупо, возможно, был убит по приказу другого члена Банды Мэйфилд-роуд Энтони Милано.
Федеральные правоохранительные органы полагали, что Тодаро после смерти Лонардо возглавил семью, став вторым боссом мафии Кливленда. Местная газета The Plain Dealer назвала его «руководителем бизнеса по производству кукурузного сахара». Другие источники с этими утверждениями не согласны. Так, историк мафии Рик Поррелло (внучатый племянник Джозефа Поррелло) утверждает, что Джозеф Поррелло, а не Тодаро, контролировал индустрию нелегального спиртного в Кливленде. Ангерсола, Коллетти и Чак Полицци, по его словам, также пытались получить контроль над организацией Лонардо, но вскоре каждый из них встал на сторону Фрэнка Милано. Джозеф Поррелло, по его словам, объявил себя боссом после смерти Лупо. Криминалисты Патрисия Мартинелли, Джо Гриффин и Дон ДеНеви без подробностей пишут, что Поррелло сменил Лонардо на посту босса. Историк Дэвид Кричли считает, что Тодаро вступил в союз с Поррелло, а не сам стал боссом, а Гриффин и ДеНеви утверждают, что Тодаро был заместителем босса Поррелло. Историки преступности Томас Хант и Майкл А. Тона приходят к выводу, что Тодаро и Поррелло совместно руководили Бандой Мэйфилд-роуд. Тем не менее, Тодаро, казалось, обладал большей властью в группе, так как именно он решил поддержать Массерию. В отличие от Д'Аквилы, Массерия считал, что в мафию можно допускать не сицилийцев и даже не итальянцев. Тодаро и Поррелло были согласны с ним, а Лонардо — нет.
На первую неделю декабря 1928 года в кливлендском отеле Statler должна была пройти крупная встреча боссов итало-американской организованной преступности. Полиция в то время предполагала, что встреча была созвана, чтобы положить конец «войне кукурузного сахара» (Corn Sugar War) в Кливленде или решить судьбу лидера чикагского гангстера Джо Айелло, или реорганизовать дела после смерти Арнольда Ротштейна и Фрэнки Йеля, или попытаться избрать преемника чикагского гангстера Антонио Ломбардо. Некоторые источников считают, что встреча произошла по инициативе Джозефа Поррелло, который пригласил в город глав самых влиятельных мафиозных семей страны, чтобы подтвердить свой статус босса кливлендской мафии. Несмотря на полицейский рейд, во время которого были арестованы как подозрительные лица некоторые участники встречи, представлявшие семьи Чикаго, Нью-Йорка, Буффало, Тампы и Сент-Луиса, Рик Поррелло сказал, что Джозеф Поррелло был бы официально назначенным боссом, потому что он пользовался поддержкой Джо Массерии.
Хант и Тона утверждают, что собрание в отеле Statler было созвано, чтобы утвердить Массерию как «босса боссов». Они указывают, что Массерия стал лидером итало-американской организованной преступности после смерти Умберто Валенти (покровителя Д'Аквлы) в августе 1922 года и бегства Д'Аквилы из своего бруклинского дома в 1925–1926 годах.

### Во главе семьи
По словам Анджело Лонардо (сына Джозефа Лонардо), Тодаро широко считался «мозгом» бутлегерской индустрии в Кливленде. Он был известен тем, что говорил о своей деловой деятельности только с ближайшими соратниками, да и то был не очень разговорчив. Также Тодаро известен тем что начал открывать Банду Мейфилд-роуд для несицилийцев.
Тодаро разбогател порвав с Лонардо и став работать с Порелло. Ему принадлежала половина бизнеса по распространению кукурузного сахара с годовым оборотом в миллион долларов и ежемесячной прибылью в размере 10 000 долларов (200 000 долларов в ценах 2021 года). Он успешно подкупил ряд местных чиновников и правоохранителей, в том числе двух судей и прокурора округа Кайахога, чтобы защитить свой незаконный бизнес. К июню 1929 года Тодаро якобы накопил больше денег, чем любой из Лонардо или Поррелло, за что получил прозвище «король баронов кукурузного сахара». Он был связан с некоторыми из самых известных людей Кливленда, однажды даже сообщил известному ресторатору Флориндо Луччиони, что полиция тайно работает в его ресторане, подозревая его в нелегальных продажах спиртных напитков.
Тодаро не успел потратить много денег, хотя в 1928 году он купил две машины и новый дом на Восточной 126-й улице в Кливленде. Он отправлял большие суммы денег домой своему брату в Италию, где строил для себя роскошный особняк.
Однако постепенно прибыль Тодаро от кукурузного сахара снижалась, поскольку публика начала выбирать более качественные контрабандные напитки, а не некачественный кукурузный виски домашней перегонки.

## Убийство Тодаро

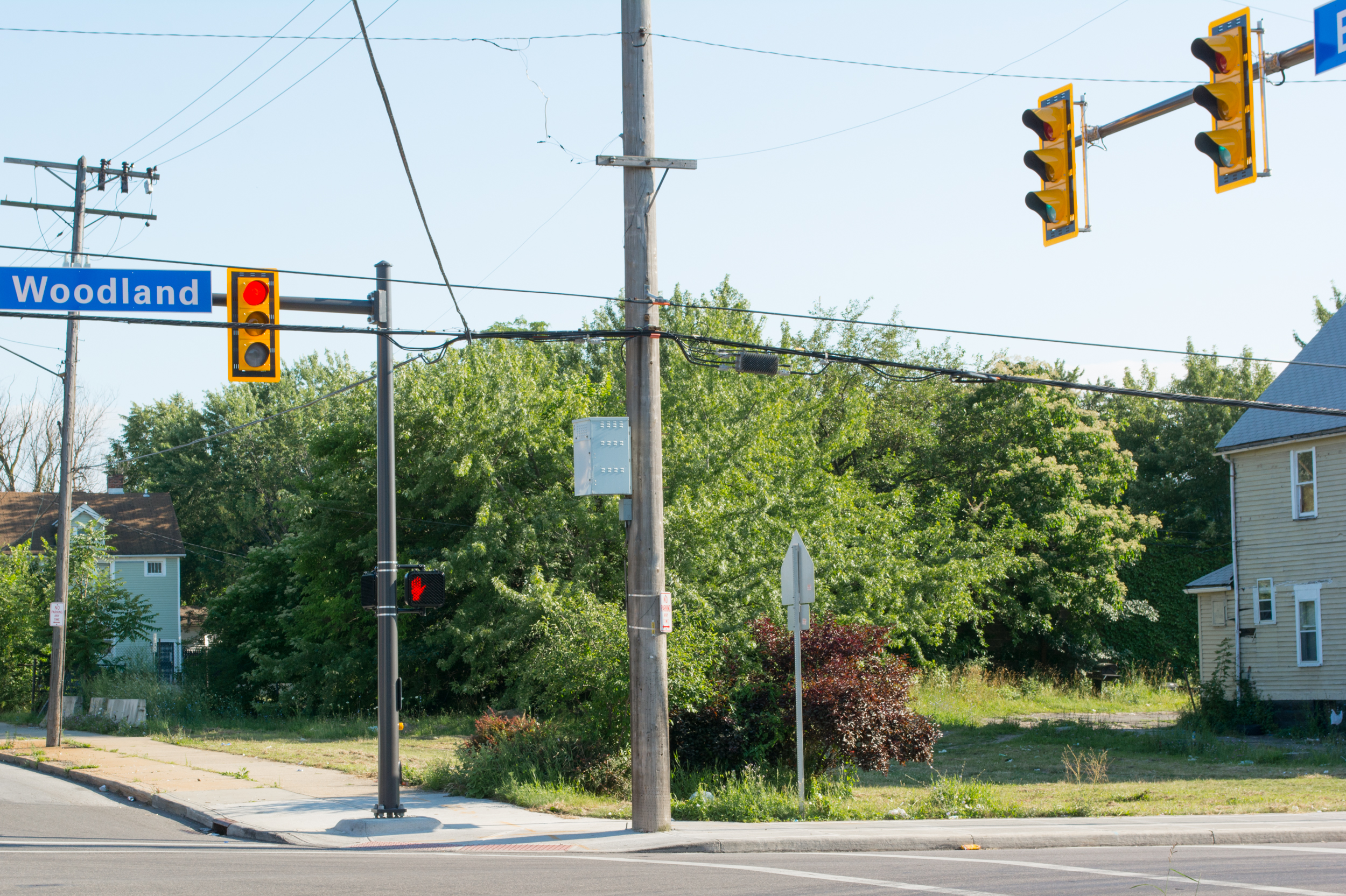
11902 Вудленд-авеню (сейчас пустырь), место убийства Тодаро в 1929 году.

Более года Тодаро не подозревали в заказе смерти Джоезфа Лонардо. Примирение между Лонардо и Тодаро незадолго до убийства для всех кроме посвящённых означало, что у семьи Лонардо по прежнему хорошие отношения с Чёрным Сэмом. Например, когда вдова Джозефа Лонардо Кончетта и её дети оказалась в тяжёлом финансовом положении из-за спора о наследстве, связанного с завещанием её покойного мужа, она попросила о помощи Тодаро. К нему же обращался за советами по ведению бизнеса, а также за помощью в взыскании долгов Фрэнк Лонардо.
К концу весны 1929 года в Кливленде распространились слухи о том, что именно Тодаро приказал убить Джозефа Лонардо. Анджело, Джон и Росарио Поррелло и их капо Сальваторе «Сэм» Тилокко начали носить оружие, опасаясь возмездия со стороны семьи Лонардо. Тодаро тоже начал ходить с оружием, хотя он и оставлял свой пистолет в автомобиле, находясь на складе кукурузного сахара Поррелло, где чувствовал себя в безопасности. Всякий раз, когда Тодаро чувствовал угрозу своей жизни, он уезжал в Нью-Йорк. Свою последнюю поездку в этот город он совершил 22 мая и вернулся в Кливленд 5 июня.
К тому времени вдова Лонардо Кончетта оказалась на грани банкротства: её автомобиль был конфискован в первую неделю июня, а дом находился под угрозой потери права выкупа закладной. По словам Рика Поррелло, Тодаро отказался помогать ей в дальнейшем, утверждая, что выплатил все долги перед ней и её покойным мужем.
Сын Джозефа Лонардо Анджело и один из его племянников Джон ДеМарко решили убить Тодаро за убийство отца и дяди, но им было трудно получить к нему доступ Демарко подумал, что если Кончетта Лонардо попросит о встрече с Тодаро, ему придётся согласиться, при этом встреча не вызовет подозрений, что дало бы шанс убить Чёрного Сэма. По настоянию Анджело Кончетта (не подозревая о заговоре с целью убийства) договорилась о встрече с Тодаро в 13:00 11 июня 1929 года на Вудленд-авеню, 10902, где находилась парикмахерская, принадлежащая Оттавио Поррелло.
Вскоре после 13:00 чёрный роскошный автомобиль, которым управлял Анджело Лонардо, подъехал к парикмахерской Поррелло со стороны Восточной 110-й улицы. Кончетта сидела впереди рядом с ним, а на заднем сиденье расположился Доминик Соспирато (ещё один из племянников Джозефа Лонардо). В это время Тодаро и его зять Анджело Скири стояли и разговаривали у входа в парикмахерскую на Вудленд-авеню. Чёрному Сэму сказали что Кончетта Лонардо приехала и хочет поговорить с ним. Поскольку Кончетта уже не раз разговаривала с ним из своей машины, Тодаро, не подозревая о нечестной игре, свернул за угол на Восточную 110-ю улицу и остановился на лужайке возле автомобиля Лонардо. Анджело и Доминик открыли огонь, выстрелив пять раз. Три пули попали в Тодаро, одна пуля застряла в стене позади, пятой был ранен в ногу случайный прохожий, Пэтси Лебоско.
Скири и врач (чей кабинет находился в нескольких метрах от места убийства) доставили Тодаро в больницу Святого Луки в шести кварталах, где он и скончался через несколько минут.

## Похороны

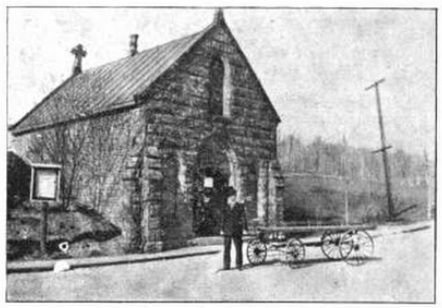
Приёмный склеп на кладбище Голгофы в Кливленде, первое место упокоения Сальваторе Тодаро.

Заупокойная месса по Тодаро состоялась 15 июня 1929 года в католической церкви Богоматери Мира в Кливленде. На ней присутствовали приблизительно 900 человек, на цветы было истрачено 7500 долларов (100 000 долларов в ценах 2021 года), траурную процессию сопровождали 120 автомобилей. Он был временно похоронен в посеребренном гробу стоимостью 3900 долларов (около 50 000 долларов в ценах 2021 года) в приёмном склепе на кладбище Голгофы в Кливленде.
Жена Тодаро Кармелла не смогла присутствовать на похоронах мужа, так как во время убийства находилась в Италии, где лечился их старший сын. Позднее она отправила тело мужа в Италию для погребения, хотя неясно, был ли он похоронен в Неаполе или в большом мраморном мавзолее в Ликате.
Имущество Тодаро на момент смерти состояло из 2900 долларов (45 765 долларов в ценах 2021 года) сбережений, одежды общей стоимостью в 150 долларов (2367 долларов в ценах 2021 года) и автомобиля 1923 года

## Последствия
После смерти Сэма Тодаро Джозеф Поррелло стал бесспорным боссом кливлендской мафии.
Кончетта Лонардо была обвинена в убийстве первой степени в связи со смертью Тодаро, но оправдана в ноябре 1929 года.
Анджело Лонардо и Доминик Соспирато бежали из Кливленда. Позже они вернулись, были признаны виновными в убийстве второй степени и приговорены к пожизненному заключению. Они выиграли повторное судебное разбирательство в Верховном суде Огайо, и 25 ноября 1931 года обвинения были сняты из-за отсутствия свидетелей.
Фрэнк Лонардо был убит в карточной комнате парикмахерской на Честер-авеню 20 октября 1929 года в отместку за смерть Тодаро. Как считается, убийцам помог Фрэнк Алесси, шурин Тодаро.

## Личная жизнь
Тодаро был ростом 1,63 м и весил около 66 кг. За свой смуглый цвет лица он получил прозвище «Чёрный Сэм», которое ему дал Фрэнк Алесси.
Тодаро и его жена Кармелла (1894 г.р.) имели троих детей: Джозеф (1921 г.р.), Мэри (1923 г.р.) и Фрэнк (1924 г.р.).

### Комментарии
1. ↑  Его имя в источниках пишется несколькими способами, в том числе Agusto, Augusta и Augusto. Его фамилия встречается в источниках как Arcangelo и Archangelo.
2. ↑  Хотя контрабанда спиртных напитков в страну тоже имела место, она стала важнее самогоноварения только после 1923 года.[17]
3. ↑  Питтсбургский гангстер и друг Джозефа Лонардо Никола Джентиле, прославившийся как историк мафии, упоминает в своей книге некоего Gianni King, возможно имея в виду Джона Ангерсола, у которого был псевдонимом John King.[18][19]
4. ↑  С помощью Тодаро Ликарти возобновил свою карьеру в мафии и стал довольно влиятельным человеком.[38]. 4 апреля 1930 года[38] полиция нашла Ликарти связанным, с кляпом во рту и застреленным[39] на Гей-авеню[33] Полиция подозревала, что он был убит двоюродными братьями Борселлино, нанятыми семьёй Лонардо.[38]
5. ↑  Историк Майкл Ньютон утверждает, что Тодаро не мог помешать братьям Поррелло подорвать бизнес Лонардо и присоединился к ним только после разрыва с Большим Джо[59]
6. ↑  Этим человеком мог быть Чарльз «Чак» Полицци, еврей и приёмный младший брат члена Банды Мэйфилд-роуд Альфреда Полицци. Чак Полицци регулярно работал с Элом Полицци и Лоуренсом Лупо.[63] Никола Джентиле, однако, указывает, что этот человек был бутлегером низкого ранга, возможно, управляющим.[6]
7. ↑  Возможно Джентиле имеет в виду Анджело Палмьери, босса мафии Буффало с 1908 по 1916 год и консильери с 1916 года до своей смерти в 1932 году.[65]
8. ↑  Эта мафиозная организация, известная в то время как семья Магаддино, традиционно поддерживала Лонардо.[66]
9. ↑  Этот бизнес Джентиле и Лонардо основали в апреле 1926 года. Вложив в импорт сыра, оливкового масла и сардины около 36,8 тыс. долларов, они заработали на их продаже около 100 тыс. долларов[69] (1,5 млн долларов в ценах 2021 года).
10. ↑  Джентиле ссылается в своём тексте на «миротворца» из Банды Мэйфилд-роуд по имени Чиччио Милано. Чиччио — настоящее имя Фрэнка Милано.[73]
11. ↑  Кливлендская газета The Plain Dealer позже писала, что Лупо якобы утверждал, что является боссом Банды Мэйфилд-роуд, хотя его положение было шатким и никогда не подтверждалось другими мафиозными семьями.[8]
12. ↑  Смерть Джозефа Лонардо привела к серии убийств со стороны групп Лонардо и Поррелло. Полиция полагала, что две фракции боролись за контроль над производством кукурузного сахара, что они назвали «войной кукурузного сахара». Фактически контроль над производством кукурузным сахаром был решён со смертью Лонардо годом ранее.[101]
13. ↑  Д'Аквила долгое время жил в Бруклине, и он считался его «территорией». Уход из Бруклина был воспринят как серьёзный признак слабости и подрывал его претензии на звание «босса боссов».[78]
14. ↑  Сообщения о том, где строился этот особняк, расходятся. The Plain Dealer сообщила в 1929 году, что брат Тодаро был государственным чиновником, а дом из белого мрамора строился в Неаполе.[8] Однако репортёр Уильям Миллер в 1947 году сказал, что брат Тодаро был парикмахером, а дом строился в Ликате. Миллер также утверждает, что брат присваивал деньги из средств, отправленных ему Тодаро, поэтому строил один из самых больших домов на Сицилии, ведь чем больше дом, тем больше денег требовалось на его строительство. Когда Сэм Тодаро узнал о замысле своего брата, то прекратил финансирование и приказал достроить дом[7]
15. ↑  Никола Джентиле утверждает, что он знал, что Тодаро стоит за убийством Лонардо, сразу после того, как узнал об нём, и что приказ убить Большого Джо отдал именно Тодаро.[84]
16. ↑  Рик Поррелло ошибочно утверждает, что убийство произошло на сахарном складе Поррелло.[117]
17. ↑  Джозеф Поррелло прислал дорогую и уникальную цветочную выставку «Врата рая приоткрыты».[119]
18. ↑  Лонардо и Соспирато первоначально были обвинены в убийстве первой степени. Скири был ключевым свидетелем обвинения, но, опасаясь за свою жизнь, бежал из США на Сицилию после суда над Кончеттой Лонардо. Без его показаний обвинения были сокращены до убийства второй степени.[125]
19. ↑  Антуанетта Лонардо, дочь Джозефа Лонардо, была крёстной матерью Мэри.[129]